# 라우렌티나역
라우렌티나역(이탈리아어: Laurentina)은 로마 지하철 B선의 남쪽 종착역이다. 이 역은 라우렌티나 거리(via Laurentina)와 디 비냐 무라타 거리(via di Vigna Murata)의 교차점인 지울리아노 달마타(Giuliano Dalmata)에 위치해 있다. B선의 첫번째 역인 이 역은 1930년대 공사를 시작하여 1955년 2월 10일에 개통했다. 이 역은 1980년대 철거되었지만 1990년 다시 개통되었다. 여러 교외 버스의 종점이기도 하다.

## 시설
라우렌티나 역에는 다음과 같은 시설이 있다.
- 매표기
- 일반 매표소
- 장애인 전용 승차시설
- 엘리베이터
- 스낵 및 음료 자판기
- 신문 가판대
- 바
- 화장실
- 1250대 규모의 파크 앤드 라이드 시설
- 역 감시카메라 (CCTV)

## 역 주변
- 오스페달레 산테우제니오 (Ospedale Sant'Eugenio)
- 체키뇨라 (Cecchignola)
- 라우렌티나 가 (via Laurentina)
- 비냐 무라타 가 (via di Vigna Murata)
- 트레 폰타네 아베이 (Tre Fontane Abbey)